# (3027) Chavarch
(3027) Chavarch (transcription francophone de l'arménien Շավարշ / du russe Шаварш ; désignation internationale Shavarsh) est un astéroïde de la ceinture principale découvert le 8 août 1978 par l'astronome soviétique Nikolaï Tchernykh.
Sa désignation provisoire était 1978 PQ2.
L'astéroïde porte le nom du nageur soviétique (arménien) Chavarch Karapetian.